# Municipio de San Francisco (kommun)
Municipio de San Francisco är en kommun i Guatemala.   Den ligger i departementet Petén, i den norra delen av landet, 250 km norr om huvudstaden Guatemala City. Antalet invånare är 8 066.
Följande samhällen finns i Municipio de San Francisco:
- San Francisco